# Diocesi di Tula
La diocesi di Tula (in latino Dioecesis Tullanensis) è una sede della Chiesa cattolica in Messico suffraganea dell'arcidiocesi di Tulancingo. Nel 2022 contava 516.000 battezzati su 620.000 abitanti. È retta dal vescovo Juan Pedro Juárez Meléndez.

## Territorio
La diocesi comprende la parte occidentale dello stato messicano di Hidalgo, per un totale di 28 comuni.
Sede vescovile è la città di Tula, dove si trova la cattedrale di San Giuseppe.
Il territorio si estende su 8.461 km² ed è suddiviso in 49 parrocchie, raggruppate in 7 foranie.

## Storia
La diocesi è stata eretta il 27 febbraio 1961 con la bolla Postulant quandoque di papa Giovanni XXIII, ricavandone il territorio dalla diocesi di Tulancingo (oggi arcidiocesi) e dall'arcidiocesi di Città del Messico, di cui era originariamente suffraganea.
Il 25 novembre 2006 è entrata a far parte della provincia ecclesiastica di Hidalgo, come suffraganea dell'arcidiocesi di Tulancingo.

## Cronotassi dei vescovi
Si omettono i periodi di sede vacante non superiori ai 2 anni o non storicamente accertati.
- José de Jesús Sahagún de la Parra (22 maggio 1961 - 11 settembre 1985 nominato vescovo di Ciudad Lázaro Cárdenas)
- José Trinidad Medel Pérez † (22 maggio 1986 - 4 marzo 1993 nominato arcivescovo di Durango)
- Octavio Villegas Aguilar (27 aprile 1994 - 29 dicembre 2005 nominato vescovo ausiliare di Morelia[2])
- Juan Pedro Juárez Meléndez, dal 12 ottobre 2006

## Statistiche
La diocesi nel 2022 su una popolazione di 620.000 persone contava 516.000 battezzati, corrispondenti all'83,2% del totale.
| anno | popolazione | popolazione | popolazione | presbiteri | presbiteri | presbiteri | presbiteri                | diaconi | religiosi | religiosi | parrocchie |
| anno | battezzati  | totale      | %           | numero     | secolari   | regolari   | battezzati per presbitero | diaconi | uomini    | donne     | parrocchie |
| ---- | ----------- | ----------- | ----------- | ---------- | ---------- | ---------- | ------------------------- | ------- | --------- | --------- | ---------- |
| 1965 | 310.000     | 320.000     | 96,9        | 31         | 23         | 8          | 10.000                    |         |           | 59        | 23         |
| 1970 | 373.305     | 388.305     | 96,1        | 31         | 25         | 6          | 12.042                    |         | 13        | 90        | 23         |
| 1976 | 448.000     | 465.000     | 96,3        | 71         | 32         | 39         | 6.309                     |         | 46        | 83        | 24         |
| 1980 | 530.000     | 550.000     | 96,4        | 53         | 38         | 15         | 10.000                    |         | 20        | 101       | 24         |
| 1990 | 750.000     | 800.000     | 93,8        | 60         | 49         | 11         | 12.500                    | 2       | 14        | 121       | 34         |
| 1999 | 1.170.000   | 1.173.000   | 99,7        | 69         | 61         | 8          | 16.956                    |         | 14        | 75        | 35         |
| 2000 | 1.174.680   | 1.175.000   | 100,0       | 68         | 58         | 10         | 17.274                    |         | 16        | 81        | 39         |
| 2001 | 1.052.700   | 1.210.000   | 87,0        | 65         | 55         | 10         | 16.195                    |         | 15        | 85        | 40         |
| 2002 | 1.052.700   | 1.210.000   | 87,0        | 71         | 59         | 12         | 14.826                    |         | 13        | 85        | 43         |
| 2003 | 1.052.700   | 1.210.000   | 87,0        | 79         | 65         | 14         | 13.325                    | 1       | 14        | 85        | 38         |
| 2004 | 968.000     | 1.210.000   | 80,0        | 78         | 62         | 16         | 12.410                    | 1       | 16        | 85        | 39         |
| 2010 | 1.025.000   | 1.287.000   | 79,6        | 93         | 82         | 11         | 11.021                    | 1       | 11        | 111       | 45         |
| 2014 | 1.062.000   | 1.334.000   | 79,6        | 81         | 73         | 8          | 13.111                    | 1       | 8         | 96        | 46         |
| 2017 | 501.000     | 597.100     | 83,9        | 88         | 80         | 8          | 5.693                     | 1       | 8         | 74        | 46         |
| 2020 | 507.000     | 609.135     | 83,2        | 84         | 84         |            | 6.035                     | 2       | 19        | 110       | 50         |
| 2022 | 516.000     | 620.000     | 83,2        | 89         | 82         | 7          | 5.797                     | 1       | 19        | 65        | 49         |